# Karel Paťha
Karel Paťha (29. prosince 1915 Kuňovice – 22. listopadu 1984 Praha) byl český překladatel, autor povídek a odborné literatury z oblasti účetnictví.

## Rodina
Jeho rodiče vlastnili v Kuňovicích zájezdní hostinec tzv. Kuňovku. Jeho bratranec byl malíř Josef Krčil.

## Vzdělání a zaměstnání
Vystudoval gymnázium v Benešově a v letech 1935–1939 Vysokou školu obchodní v Praze obor hospodářské právo.
Za druhé světové války pracoval jako zemědělský revizor. Do roku 1951 pracoval jako referent Úřadu předsednictva vlády pro účetnictví komunálních podniků v celé republice. V roce 1951 v rámci přesunu 77 500 administrativních pracovníků do výroby byl přeložen jako dělník do dolů do Ostravy a poté do ČKD Sokolovo. Po r. 1955 nastoupil jako účetní na ministerstvo zdravotnictví a v r. 1958 nastoupil do firmy SPOFA.
Překládal hlavně z rumunštiny a z italštiny. Dále pak z francouzštiny, němčiny, maďarštiny, latiny. Překládal hlavně divadelní hry. Dále psal eseje prózu a povídky, které vycházely novinách a časopisech.

## Překlady

### Italština
- Bacchelli, Ricardo: Iride (Iride; R, Praha, Vyšehrad 1976)
- Goldoni, Carlo: Moudrá manželka (La moglie saggia; D, Praha, Dilia 1980)
- Goldoni, Carlo: Podivná nehoda (Un curioso accidente; D, Praha, Dilia 1981)
- Lajolo, Davide: Ročník 1912 (Classe 1912; vzpomínky, Praha, Státní nakladatelství politické literatury 1961)
- Luongo, Giuseppe: Návrat z chaty (Ritorno in citta; D, Praha, Dilia 1970)
- Luongo, Giuseppe: Tři italské pohádky (Squassamondo il drago verde / Hanno rapito la figlia del re / Fiordigiglio e i tre compari; pohádky, Praha, Dilia 1968)

### Němčina
- Held, Wolfgang: Světlo černé svíčky (Das Licht der Schwarzen Kerze; R, Praha, Svoboda 1976)

### Rumunština
- Anekdoty z Karpat (LF [historky], Praha, Lidové nakladatelství 1975)
- Bãieu, Ion: Alibi (D, Praha, Dilia 1979)
- Baranga, Aurel: Sicilská hra (D, Praha, Dilia 1962)
- Baranga, Aurel: Veřejné mínění (Opinia publicã; D, Praha, Dilia 1974)
- Berciu, Stefan: Hypnóza (Hipnoza sau contraspionaj total; D, Praha, Dilia 1967)
- Brad, Ion: Slyšení u konsula (D, Praha, Dilia 1978)
- Mircea, Marian: Příběh mé lásky k Andre Cantuniariové (Poveste de dragoste cu Andra Cantuniari; D, Praha, Dilia 1983)
- Rebreanu, Liviu: Výbuch hnìvu (Rãscoala; R, Praha, Odeon 1984)
- Solomon, Dumitru: Diogenes pes (Diogene ciinele; D, Praha, Dilia 1976)
- Stoenescu, Virgil: Špión aneb Tajemný telefonický rozhovor (Spionul sau Mistorioasa convorbire telefonica; D, Praha, Dilia 1982)
- Stupnì ke svobodì. Dramatické pásmo z prací rumunských spisovatelù na téma osvobození Rumunù z tureckého, feudálního a fašistického jha (dramatické pásmo, Praha, Dilia 1979)

## Povídky (výběr)
- Básník (antická povídka), Praha, nakl. Zádruba, 1946
- Klytia (antická povídka), Praha, nakl. Zádruba, 1946
- Sen o Hadu (antická povídka), Praha, nakl. Zádruba, 1946